# Safidon
Safidon is een stad en gemeente in het district Jind van de Indiase staat Haryana. 

## Demografie
Volgens de Indiase volkstelling van 2001 wonen er 27.542 mensen in Safidon, waarvan 54% mannelijk en 46% vrouwelijk is. De plaats heeft een alfabetiseringsgraad van 65%. 